# GOLD EXPERIENCE
『GOLD EXPERIENCE』（ゴールド エクスペリエンス）は、2014年1月8日にポニーキャニオンから発売された、アイドリング!!!の5枚目のアルバム。

## 背景
前作『SISTERS』以来、約3年ぶりのスタジオ・アルバム。
NEO期生としてグループに加入した古橋舞悠、関谷真由、橋本瑠果、佐藤麗奈、佐藤ミケーラ倭子は、本作で初めて「アイドリング!!!」名義で参加し、グループ史上最多の25人体制で収録されている。そして、リリース後の2014年2月には、1期生 遠藤舞が卒業するため、遠藤最後の収録参加作品となった。
アルバムタイトルは、2013年にTV番組『アイドリング!!!』でコラボレーション企画したPS3用ゲームソフト『ジョジョの奇妙な冒険 オールスターバトル』の登場キャラクター名を由来にしたと思われ、タイトルの先頭"ゴ"に、グループ5枚目のアルバムの"5(ご)"が因んでいる。

## リリース
初回盤A・B、通常盤の3形態で発売され、特典内容、ジャケットがそれぞれ異なる。初回盤AにはDVDとトレーディングカードAが、初回盤BにはBlu-ray Discが、通常盤にはトレーディングカードBがそれぞれ付属する。また、全形態の初回生産分に「イベント参加券」が封入されている。
全17曲収録。「Don't think. Feel !!!」から「さくらサンキュー」までのシングル4枚の表題曲5曲及び「「職業:アイドル。」」「Iのスタンダード」は、今回の全メンバーで再録した25人バージョンとして収録されている。「サマーライオン」と「シャウト!!!」は本作発売以前にシングルとして発売されたが、今回は収録から外れた。そのほか、このアルバム用のユニット名義で7曲新録されており、各曲の参加メンバーは以下の通りである。
『GOLD EXPERIENCE』ユニット
| ユニット名               | 楽曲                      | メンバー | 備考（由来など）                                                                                       |
| ------------------------ | ------------------------- | --- | --- |
| 梅酒 -UME/LIQUOR-        | あこがれアドレイション    | 河村唯、酒井瞳 | 河村のニックネーム「うめ（=梅）子」と「酒井」                                                          |
| カニSEVEN                | カニ子                    | 河村唯、長野せりな、三宅ひとみ、倉田瑠夏、尾島知佳、清久レイア、関谷真由                                               | 「めんどくさい」メンバー                                                                               |
| B型Ωアイドリング!!!      | 戦闘恋愛少女ロボB型の憂鬱 | 長野せりな、朝日奈央、菊地亜美、後藤郁、尾島知佳                                                                       | 血液型がB型のメンバー                                                                                  |
| U-17ing!!!               | Bon Voyage!               | 橋本楓、倉田瑠夏、高橋胡桃、石田佳蓮、玉川来夢、清久レイア、古橋舞悠、橋本瑠果、佐藤麗奈、佐藤ミケーラ倭子             | 17歳以下のメンバー                                                                                     |
| PEACE!アイドリング!!!    | 夏のお嬢さん              | 遠藤舞、外岡えりか、横山ルリカ、河村唯、長野せりな、酒井瞳、朝日奈央、菊地亜美、三宅ひとみ、橘ゆりか、大川藍、尾島知佳 | 平和『CRドキッ!丸ごと水着 女だらけの水泳大会 アイドルだらけで困っちゃうング!!!』に出演しているメンバー |
| 泣き虫!?アイドリング!!!  | 涙のフリージア            | 朝日奈央、菊地亜美、大川藍、玉川来夢                                                                                   | 番組中よく泣くメンバー                                                                                 |
| しっとり♮アイドリング!!! | Promise                   | 遠藤舞、外岡えりか、横山ルリカ、三宅ひとみ、橘ゆりか、伊藤祐奈、古橋舞悠、関谷真由                                     | 歌唱力に定評のあるメンバー                                                                             |

### 収録楽曲について
上記も含めた収録曲の主な説明は、以下の通り。
1. 「職業:アイドル。」 (25idoling Ver.)
4枚目のシングル表題曲。本作収録にあわせて再録されている。また、楽曲最後の台詞もシングル版から変更されている。
2. MAMORE!!! (25idoling Ver.)
17枚目のシングル表題曲。本作収録にあわせて再録されている。
3. 苺牛乳 (25idoling Ver.)
18枚目のシングル表題曲。本作収録にあわせて再録されている。
4. あこがれアドレイション
河村唯と酒井瞳によるユニット「梅酒-UME/LIQUOR-」による楽曲。
5. カニ子
河村唯、長野せりな、三宅ひとみ、倉田瑠夏、尾島知佳、清久レイア、関谷真由からなるユニット「カニSEVEN」による楽曲。
6. 戦闘恋愛少女ロボB型の憂鬱
長野せりな、朝日奈央、菊地亜美、後藤郁、尾島知佳からなるユニット「B型Ωアイドリング!!!」による楽曲。
7. Bon Voyage!
橋本楓、倉田瑠夏、高橋胡桃、石田佳蓮、玉川来夢、清久レイア、古橋舞悠、橋本瑠果、佐藤麗奈、佐藤ミケーラ倭子によるユニット「U-17ing!!!」による楽曲。ユニットは、収録当時17歳以下だったメンバーによって結成されている。
8. さくらサンキュー (25idoling Ver.)
19枚目のシングル表題曲。本作収録にあわせて再録されている。
9. 夏のお嬢さん
平和『CRドキッ!丸ごと水着 女だらけの水泳大会 アイドルだらけで困っちゃうング!!!』の挿入歌に使用された、榊原郁恵のカバー曲。遠藤舞、外岡えりか、横山ルリカ、河村唯、長野せりな、酒井瞳、朝日奈央、菊地亜美、三宅ひとみ、橘ゆりか、大川藍、尾島知佳からなるユニット「PEACE!アイドリング!!!」によって歌唱されている。
10. 涙のフリージア
朝日奈央、菊地亜美、大川藍、玉川来夢からなるユニット「泣き虫!?アイドリング!!!」による楽曲。ライブでの披露時はスタンドマイクを使用したパフォーマンスが行われる。
11. 寒い夜だから… 
trfの楽曲のカバー。「冬フェス2013-14 〜5539フジテレビ〜」のイメージソングとして使用された。
12. プリ♥きゅんサバイバル
アイドリングNEOによる楽曲。
13. One Up!!! (25idoling Ver.)
18枚目のシングル表題曲。本作収録にあわせて再録されている。
14. Promise
遠藤舞、外岡えりか、横山ルリカ、三宅ひとみ、橘ゆりか、伊藤祐奈、古橋舞悠、関谷真由からなるユニット「しっとり♮アイドリング!!!」による楽曲。
15. Don't think. Feel !!! (25idoling Ver.)
16枚目のシングル表題曲。本作収録にあわせて再録されている。
16. Iのスタンダード2014
25人での歌唱用に歌詞が変更され、フレーズが追加されている。
17. Shine On
メインボーカルは遠藤舞、菊地亜美、大川藍、伊藤祐奈、石田佳蓮、橋本瑠果[4]。

## プロモーション
アルバムのプロモーションで、以下のメディアに出演した。
TV番組
- PON!（2014年1月8日、日本テレビ）
- アイドリング!!! スペシャル（2014年1月8日、スペースシャワーTVプラス）
- IDOL REVUE MUSiC×iD（2014年1月8日、BSスカパー!）
- MUSiC×iD Plus+（2014年1月9日、スペースシャワーTVプラス）
- ミューサタ（2014年1月17・24・31日、フジテレビ）
- ラッキー・トリッパー Idol オン・ザ・ラン（2014年1月21日、関西テレビ放送）
- 魁!音楽番付〜EIGHT〜（2014年1月22日、フジテレビ）

ラジオ番組
- MUSIC LINE（2014年1月15日、NHK-FM）

### ミュージック・ビデオ
リリースに先駆けて、収録されているtrfのカバー曲「寒い夜だから… 」のミュージック・ビデオが、振り付けを紹介したサビバージョンと共に、YouTubeで無料公開されている。2013年12月度のフジテレビ主催「冬フェス2013-14 〜5539フジテレビ〜」のイメージソングとして使用され、アクアシティお台場屋上の開催会場で撮影された。

## アートワーク
衣装は表題「GOLD」のテーマ沿った金色に、黒を織り交ぜたデザインとなっており、装飾形態は各メンバーそれぞれ異なる。
ジャケットは形態ごとに異なっている。通常盤のジャケットは収録メンバー全員が参加しているが、各初回盤では登場しているメンバーが異なっている。割り振りは以下の通りになっており、初回盤Aと通常盤は遠藤舞をセンターに、初回盤Bは横山ルリカをセンターに据えている。
| 形態    | メンバー |
| ------- | --- |
| 初回盤A | 遠藤舞・河村唯・酒井瞳・朝日奈央・三宅ひとみ・大川藍・伊藤祐奈・尾島知佳・高橋胡桃・清久レイア・古橋舞悠・関谷真由・橋本瑠果     |
| 初回盤B | 横山ルリカ・外岡えりか・長野せりな・菊地亜美・橘ゆりか・橋本楓・倉田瑠夏・後藤郁・石田佳蓮・玉川来夢・佐藤麗奈・佐藤ミケーラ倭子 |
| 通常盤  | 全メンバー参加 25人 |

## ライブ・パフォーマンス
リリース記念イベントも兼ねたミニライブが、以下の日時・場所で実施された。
「GOLD EXPERIENCE」リリース記念ミニライブ
- 2014年1月8日(水)18:30 青海MEGAWEB トヨタ シティショウケース1F MEGAステージ
- 2014年1月11日(土)14:30 西宮市阪急西宮ガーデンズ 4Fスカイガーデン木の葉のステージ
- 2014年1月12日(日)13:00 / 16:00 池袋サンシャインシティ 噴水広場

リリースに先駆け、アルバムの主要曲は「アイドリング!!!13thライブ」公演を皮切りに、以下の日時・場所でライブ披露した。
- アイドリング!!! 13thライブ（2013年12月8日、中野サンプラザ）
- 冬フェス2013-14 アイドリング!!!ライブ（2013年12月24・30日、アクアシティお台場屋上特設会場）
- ヤマダ電機ミニライブ（2013年12月28日、ヤマダ電機LABI 1なんば店 LABIGate）
- LUCKY TRIPPER Presents Happy Jam in Osaka vol.10（2013年12月31日、関西テレビ放送内 なんでもアリーナ）
- 3号遠藤舞卒業ライブ（2014年2月14日、Zepp DiverCity）

## チャート成績
オリコンデイリーランキング1位、ウィークリーランキング最高3位を記録し、アルバムでは5作目で初めて、デイリーとウィークリーでトップ10圏内に入り、トップ3入りを果たした。

## 収録トラック
| #         | タイトル                                           | 作詞           | 作曲         | 編曲       | 時間  |
| --------- | -------------------------------------------------- | -------------- | ------------ | ---------- | ----- |
| 1.        | 「「職業:アイドル。」 (25idoling Ver.)」           | Tonji、7chi子♪ | Funta7       | Funta7     | 4:26  |
| 2.        | 「MAMORE!!! (25idoling Ver.)」                     | leonn          | 日比野裕史   | 日比野裕史 | 4:16  |
| 3.        | 「苺牛乳 (25idoling Ver.)」                        | 宮崎誠         | 宮崎誠       | 宮崎誠     | 4:31  |
| 4.        | 「あこがれアドレイション」(梅酒-UME/LIQUOR-)       | 奥村愛子       | 山下和彰     | 山下和彰   | 4:05  |
| 5.        | 「カニ子」(カニSEVEN)                              | 酒井健作       | うちやえゆか | SAKRA      | 3:35  |
| 6.        | 「戦闘恋愛少女ロボB型の憂鬱」(B型Ωアイドリング!!!) | 酒井健作       | 宮崎誠       | 宮崎誠     | 4:33  |
| 7.        | 「Bon Voyage!」(U-17ing!!!)                        | leonn          | 日比野裕史   | 日比野裕史 | 3:53  |
| 8.        | 「さくらサンキュー (25idoling Ver.)」              | 多田慎也       | 多田慎也     | 楊慶豪     | 3:58  |
| 9.        | 「夏のお嬢さん」(PEACE!アイドリング!!!)            | 笠間ジュン     | 佐々木勉     | 宮崎誠     | 2:53  |
| 10.       | 「涙のフリージア」(泣き虫!?アイドリング!!!)        | 大橋莉子       | 大橋莉子     | 大橋莉子   | 4:11  |
| 11.       | 「寒い夜だから…」                                  | 小室哲哉       | 小室哲哉     | 渡辺徹     | 5:18  |
| 12.       | 「プリ♥きゅんサバイバル」(アイドリングNEO)         | 伊秩弘将       | 伊秩弘将     | 佐久間誠   | 4:08  |
| 13.       | 「One Up!!! (25idoling Ver.)」                     | leonn          | 渡辺徹       | 日比野裕史 | 4:06  |
| 14.       | 「Promise」(しっとり♮アイドリング!!!)              | 川田瑠夏       | 川田瑠夏     | 川田瑠夏   | 5:17  |
| 15.       | 「Don't think. Feel !!! (25idoling Ver.)」         | PA-NON         | しほり       | KOUTAPAI   | 3:47  |
| 16.       | 「Iのスタンダード2014」                            | leonn          | 日比野裕史   | 日比野裕史 | 5:46  |
| 17.       | 「Shine On」                                       | TSUKASA        | TSUKASA      | TSUKASA    | 3:48  |
| 合計時間: | 合計時間:                                          | 合計時間:      | 合計時間:    | 合計時間:  | 72:50 |

| #  | タイトル                                | 作詞 | 作曲・編曲 |
| -- | --------------------------------------- | ---- | ---------- |
| 1. | 「Don't think. Feel !!! -Music Video-」 |      |            |
| 2. | 「MAMORE!!! -Music Video-」             |      |            |
| 3. | 「One Up!!! -Music Video-」             |      |            |
| 4. | 「苺牛乳 -Music Video-」                |      |            |
| 5. | 「さくらサンキュー -Music Video-」      |      |            |